# Cattedrale di Santa Maria Assunta (Bastia)
La cattedrale di Santa Maria Assunta, nota anche come duomo di Bastia, è un edificio di culto cattolico situato nel quartiere di Terra Nuova a Bastia, in Corsica. Fu sede della diocesi di Mariana dal 1570 al 1801. Dal 2000 è stata inserita nel registro dei monumenti storici di Francia.

## Storia

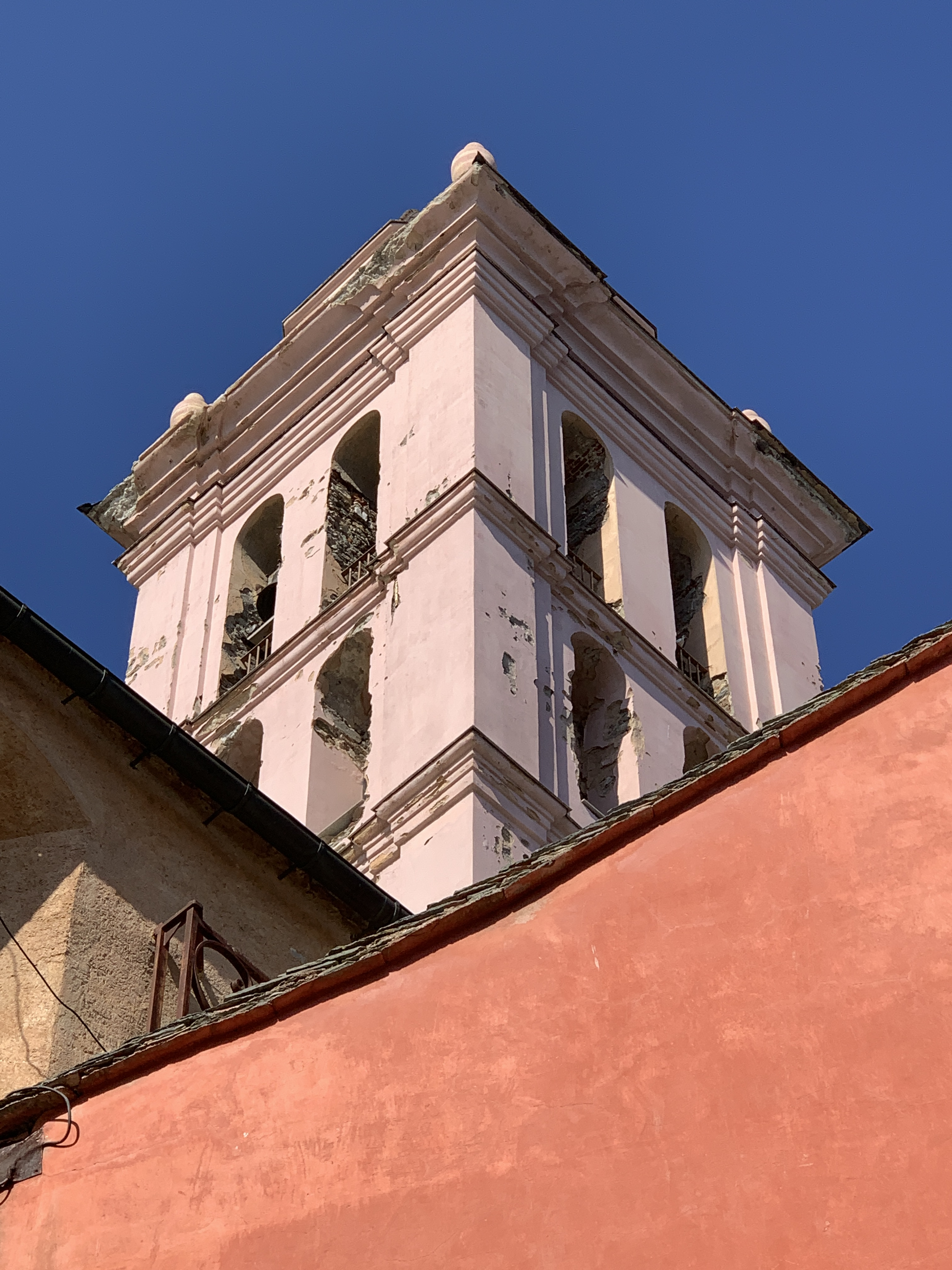
Il campanile

In epoca genovese la città di Bastia era suddivisa in due parrocchie: la città alta, nota come Terra Nova, dipendeva dalla chiesa di Santa Maria Assunta anche cattedrale della diocesi dal 1570, mentre la città bassa, nota come Terra Vechja, dipendeva dalla chiesa di San Giovanni Battista.
Nel 1604 la chiesa di Santa Maria della Consolazione, costruita tra la fine del XV secolo ed l'inizio del XVI secolo, venne demolita a causa delle sue dimensioni ormai insufficienti per le esigenze della popolazione locale. I lavori di costruzione terminarono nel 1619 ed il 17 luglio 1625 la cattedrale venne ufficialmente consacrata dal vescovo locale Giulio del Pozzo. Nel 1620 fu eretto il campanile.
Nel XVIII secolo l'originale facciata barocca venne rifatta nelle forme attuali.

## Descrizione

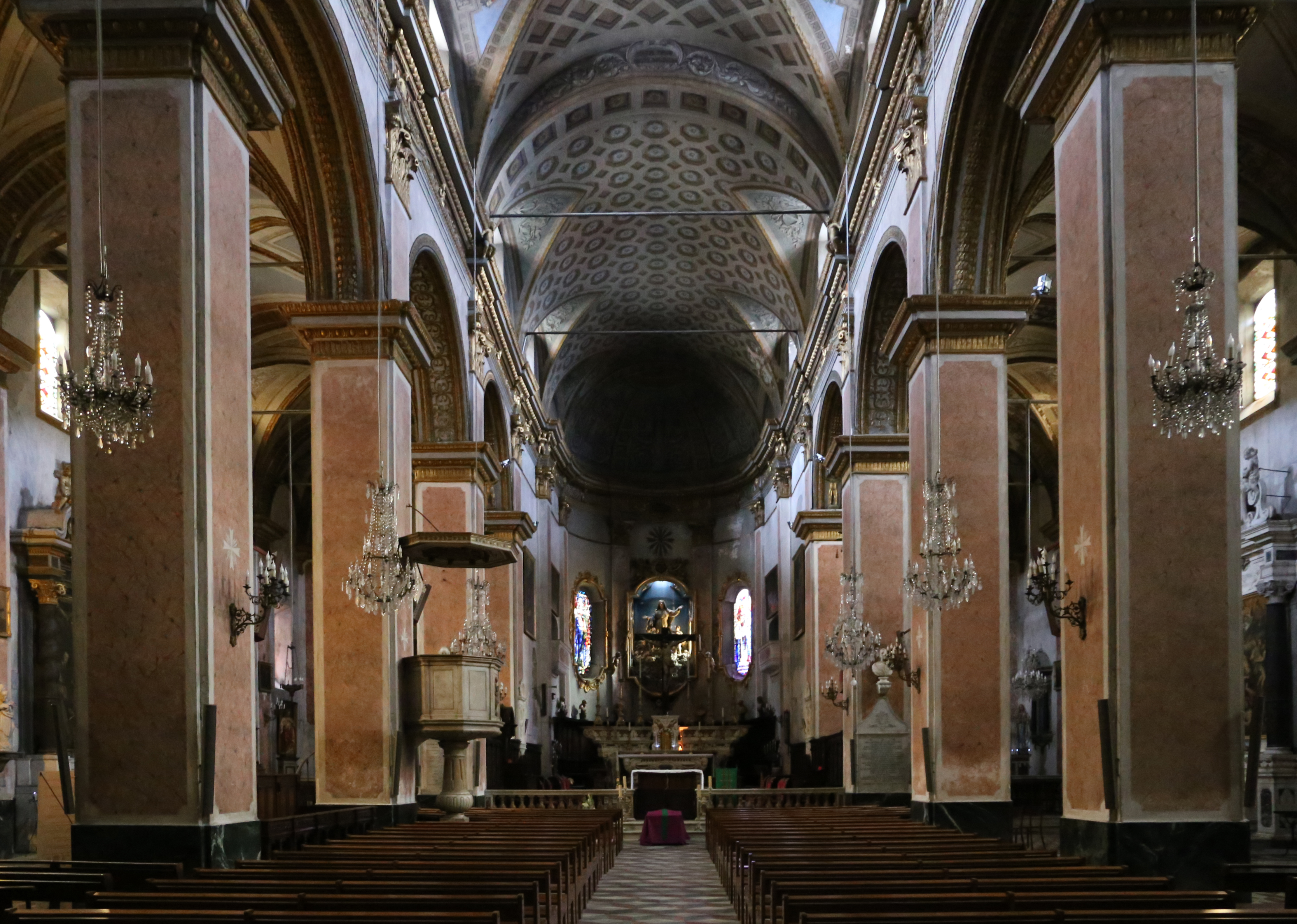
Vista dell'interno

L'interno, suddiviso in tre navate, richiama quello della sede originaria della diocesi di Mariana, ovvero la cattedrale di Lucciana. All'interno Assunzione della Madonna del 1512, opera di Leonoro dell'Aquila ed Intercessione di Maria e Giuseppe alla Trinità per le anime del Purgatorio  del pittore genovese Giuseppe Badaracco.